# Borisław Welikow
Borisław Lubenow Welikow, bułg. Борислав Любенов Великов (ur. 29 października 1946 w Sofii) – bułgarski chemik, pedagog i polityk, w 2005 przewodniczący Zgromadzenia Narodowego.

## Życiorys
Ukończył studia chemiczne na Uniwersytecie Sofijskim im. św. Klemensa z Ochrydy, specjalizując się w zakresie chemii nieorganicznej i analitycznej. Doktoryzował się na Uniwersytecie Karola w Pradze. Zawodowo związany ze stołecznym uniwersytetem, gdzie został profesorem i specjalistą od hydrochemii.
W 2001 i w 2005 z ramienia Narodowego Ruchu Symeona Drugiego (przekształconego później w Narodowy Ruch na rzecz Stabilności i Postępu) uzyskiwał mandat posła do Zgromadzenia Narodowego 39. i 40. kadencji. W czasie pierwszej z nich przez cztery miesiące – po odwołaniu Ognjana Gerdżikowa – był przewodniczącym ZN. W 2007 opuścił dotychczasowe ugrupowanie, przystępując do frakcji Bułgarska Nowa Demokracja i partii o takiej samej nazwie, w której objął funkcję wiceprzewodniczącego. W 2014 powrócił do krajowego parlamentu 43. kadencji z ramienia koalicyjnego Bloku Reformatorskiego.